# Huis 't Schaep

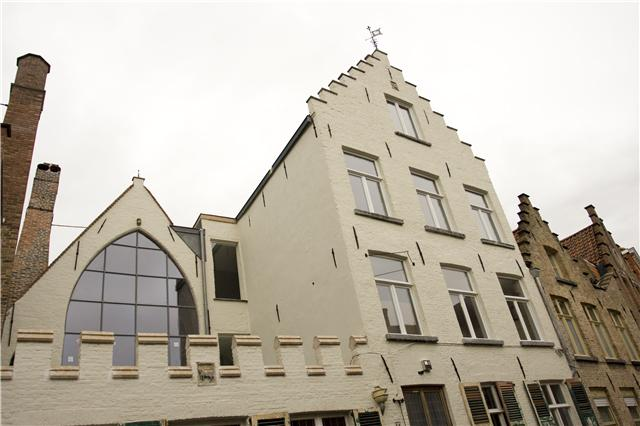
Voorgevel

Huis 't Schaep is de naam van twee 17e-eeuwse panden, welke in de 19e eeuw zijn samengevoegd door Samuel Coucke. Het huidig adres is Korte Vuldersstraat 14, 8000 te Brugge, België. Het pand bestond uit twee trapgevels maar is door Samuel Coucke aangepast geheel in de neogotische stijl.

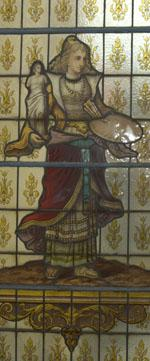
Glasraam

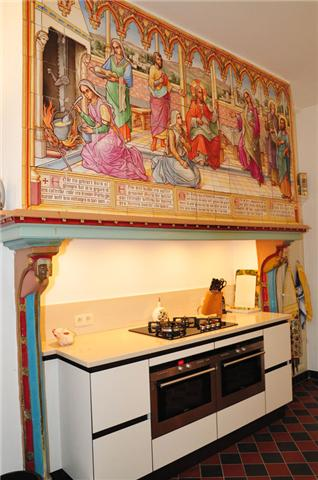
Tegeltableau

Het was het woonhuis en atelier en showroom van de familie Coucke, die glas in lood maakte. In een bijgebouw van het pand bevinden zich de ovens, waar het glas werd (af)gebakken. Thans is laatstgenoemd gebouw geen onderdeel meer van het adres Korte Vulderststraat maar doet het dienst als magazijn.
Het voormalig woonhuis van de familie Coucke bevat een drietal originele glasramen.
Verder bevat het pand beschilderde tegeltableaus ook door het atelier Coucke gemaakt.
Het huis is sinds 1992 beschermd als monument. In het begin van de 21ste eeuw werd het gerestaureerd en in oorspronkelijke staat hersteld. Het werd vervolgens een woonhuis met gastenkamers (bed and breakfast).